# Ярослав Евдокимов
Ярослав Александрович Евдокимов (на украински: Євдокимов Ярослав Олександрович) е руски и беларуски певец, баритон.

## Биография
Ярослав Евдокимов е роден на 22 ноември 1946 г. в Ровно, днешна Украйна. Заслужил артист на Руската федерация, Народен артист на Беларус.

## Награди
- 17.04.1980 – Заслужил артист на Белоруската ССР[2]
- 13.07.1987 – Народен артист на Белоруската ССР[3]
- 15.02.2006 – Заслужил артист на Руската федерация[4]

## Дискография
- 1988 – Все сбудется
- 1994 – Не рви рубаху (CD)
- 2002 – Фантазер (CD)
- 2002 – Целую твою ладонь (CD)
- 2006 – За белою рекой (CD)
- 2008 – Ярослав Евдокимов и дуэт „Сладка ягода „. Лучшие украинские и казачьи песни“ (CD)
- 2012 – Возвращение в осень (CD)